# Плихал, Карел
Карел Плихал (чеш. Karel Plíhal; род. в 1958 г.) — чешский фолк- и джаз-гитарист, продюсер, автор и исполнитель песен.

## Биография
Карел Плихал начал играть на гитаре с 15 лет. Он окончил промышленный инженерный колледж, затем работал в качестве дизайнера и истопника в театре города Оломоуц, пока не стал заниматься музыкой. Поначалу он играл в различных малоизвестных кантри-свинг группах (Hučka, Falešní hráči и Plíharmonyje), затем в 1983 впервые выступил сольно. С 1985 по 1993 год Плихал сотрудничал с чешским фолк-музыкантом Эмилом Поспишилом, а с 1995 по 1999 год с Петром Фройндом. Является четырёхкратным победителем фестиваля фолк-музыки Porta.
Карел Плихал является автором музыки для многих постановок Моравского театра в Оломоуце, среди которых Zlatovláska, Sluha dvou pánů, Utrpení Dona Perlimplína, Manon Lescaut, Cyrano, Zimní pohádka, Pašije и Giroflé-Giroflá. Написал музыку на некоторые произведения Йозефа Кайнара, а также продюсировал запись альбомов таких исполнителей, как Яромир Ногавица, Петр Фиала, братьев Эбен и группы Bokomara.
В 2002 году исполнил роль самого себя в фильме Петра Зеленки Rok Ďábla («Год дьявола»).
В 2006 году Плихал издал сборник своих стихов Jako cool v plotě с иллюстрациями Мирослава Бартака. За альбом Vzduchoprázdniny, вышедший в 2012 году, получил «Ангела» (награда чешской Академии популярной музыки) в категории "Фолк и кантри".

## Дискография
- Karel Plíhal (1985)
- Karel Plíhal Emil Pospíšil (1988)
- Takhle nějak to bylo (1992)
- Králící, ptáci a hvězdy (1996)
- Kluziště (2000)
- Nebe počká (2004)
- Karel Plíhal v Olomouci (2005)
- Karel Plíhal v Telči (2005)
- Vzduchoprázdniny (2012)